# Distretto di Thap Sakae
Il distretto di Thap Sakae (in thailandese: ทับสะแก) è un distretto (amphoe) della Thailandia, situato nella provincia di Prachuap Khiri Khan.